# Велики дугорепи хрчак
Велики дугорепи хрчак ( лат. Tscherskia triton ) је глодар поријеклом из Сибира, Корејског полуострва и Кине. Једини је припадник рода ( лат. Tscherskia )

## Таксономија
Генетски диверзитет Tscherskia triton има позитивну корелацију са густином популације када се користе микросателитни маркери.

## Конзервација
Климатске промене и људске активности утицале су на генетску варијацију ове врсте. 

## Понашање
Мужјаци великих дугорепих хрчака показују високу агресију и током сезоне парења и током сезоне непарења. Женке великих дугорепих хрчака углавном показују агресију током сезоне непарења. 